# 赤狩山幸男
赤狩山 幸男（あかがりやま ゆきお、1975年3月13日 - ）は日本プロポケットビリヤード連盟(JPBA)所属のプロポケットビリヤード選手（第32期生）。大阪府出身。愛称は「カーリー」、「イーグル」。バグース所属。
2011年世界ナインボール選手権優勝。

## 来歴
1998年にJPBAプロ入り。西日本に在籍。2011年からJPBA東日本に移籍。
2011年7月1日に世界ナインボール選手権を制し、奥村健、高橋邦彦に続いて13年ぶりに日本人で3人目となるナインボール競技の世界チャンピオンとなった。翌2012年2月21日発表のWPA(World Pool-Billiard Association)ランキングで日本人男子初の1位を記録。
2011年度獲得賞金全額を日本赤十字社東日本大震災義援金に寄付。世界選手権優勝賞金を含め、寄付金総額は数百万に昇った。
今期獲得賞金全額寄付のお知らせ

## 主な海外成績
- 2002年
  - 中国オープン・優勝
- 2006年
  - アジア大会（カタール）日本代表　9ボール種目　5位タイ
- 2007年
  - インドアゲームズ（マカオ）日本代表
- 2009年
  - チャイナオープン　3位
- 2010年
  - 世界チーム選手権　日本代表
- 2011年
  - 世界テンボール選手権(フィリピン)　3位
  - チャイナオープン　5位
  - 世界ナインボール選手権(カタール)　優勝
  - ワールドカップオブプール日本代表
  - WPAランキング　1位
- 2012年
  - 世界エイトボール選手権（UAE）　9位
  - 国別対抗世界チーム戦（北京）　日本代表　準優勝
  - チャイナオープン（上海）　3位
  - WPAランキング　3位

## 主な国内成績
- 2001年
  - 北陸オープン　準優勝
- 2002年
  - 西日本プロツアー　第4戦　準優勝
- 2004年
  - 西日本プロツアー　第3戦　優勝
- 2005年
  - 西日本グランプリ　第6戦　優勝
- 2006年
  - 全日本プロポケットビリヤード選手権　3位タイ
- 2007年
  - 西日本グランプリ　第6戦　優勝
  - 北陸オープン　準優勝
- 2008年
  - 北海道オープン　準優勝
  - 西日本グランプリ　第3戦　優勝
  - JPBAランキング（国内ランキング）3位
- 2009年
  - 西日本グランプリ　第3戦　優勝
- 2010年
  - 西日本グランプリ　第1戦　優勝
  - 全日本プロポケットビリヤード選手権　3位タイ
  - JPBAランキング（国内ランキング）3位
- 2011年
  - JPBAランキング（国内ランキング）2位
- 2012年
  - グランプリイースト　第1戦　3位タイ
  - 北海道オープン　3位タイ
  - 東海グランプリ　準優勝
- 2013年
  - プレミア10ボールリーグ　優勝
  - 関西オープン　3位タイ
  - 北海道オープン　3位タイ
  - グランプリイースト　第3戦　優勝
  - グランプリイースト　第4戦　2位
  - グランプリイースト　第5戦　2位
- 2014年
  - グランプリイースト　第1戦　優勝
- 2015年
  - グランプリイースト　第1戦　2位
  - ハウステンボス九州オープン　2位
  - グランプリイースト　第4戦　2位
- 2016年
  - 全日本14-1オープン選手権　優勝
- 2017年
  - 関西オープン　準優勝

## メディア出演

### テレビ
- お願い!ランキングGOLD presents 眠れる才能テスト（テレビ朝日系列） 2011年5月5日、5月12日、5月26日放映
- 芸能界特技王決定戦 TEPPEN（フジテレビ系列）　2012年6月16日放映

### DVD
DVD バグース・プレミアムペア9ボール（BABジャパン）
2010全日本ポケットビリヤード選手権大会 2準決勝/トーステン・ホーマンvs赤狩山幸男 （BABジャパン）